# APE-Tag
APE-Tags dienen der Speicherung von Metadaten in Audio-Dateien (also Informationen über die enthaltenen Inhalte), vergleichbar mit ID3-Tags.
APE bietet wie ID3 (ab Version 2.3) die Möglichkeit, neben vordefinierten Standardfeldern selbst Felder zum Speichern der Informationen anzulegen.

## Geschichte

### APEv1
Das APEv1-Taggingsystem wurde ursprünglich für das Monkey’s-Audio-Format entwickelt. APEv1-Bereiche haben keine Kopfdaten und können somit nur in den Fußdatenbereich einer Datei geschrieben werden, müssen also am Ende der Datei stehen. Darüber hinaus sind nur ASCII-Werte erlaubt.

### APEv2
Frank Klemm erweiterte das Format um einen Kopfdatenbereich und Unicode-Unterstützung und schuf so Version 2 (APEv2). Damit können APE-Tags nun wahlweise mit einem Fußdatenbereich in einen Fußdatenbereich ans Dateiende (empfohlene Variante) oder auch mit einem Kopfdatenbereich an den Dateibeginn geschrieben werden.
APEv2 fand dann erstmals in Klemms Musepack-Format Benutzung, wurde jedoch wegen seiner Einfachheit und Flexibilität auch von WavPack und OptimFROG als primäres Metadatenformat übernommen. In Version 3.99 wurde auch Monkey’s Audio auf v2 umgestellt.
Mit der Musikwiedergabesoftware foobar2000 können auch MP3-Dateien mit APEv2 statt ID3-Tags versehen werden, allerdings kann dies unter Umständen zu Problemen führen, da APE-Tags nicht speziell im Hinblick auf MP3 entworfen wurde. Die Zeichenkette APETAGEX, die einen APEv2-Bereich einleitet, enthält die Zeichenfolge TAG, mit der der Beginn eines ID3v1-Bereiches gekennzeichnet wird. Tritt der Fall ein, dass diese Zeichenkette sich an der Stelle befindet, wo ein Programm einen ID3v1-Bereich erwartet, so könnte es zu Fehlinterpretationen kommen. Auch hat ID3 ein „unsynchronization scheme“, das sicherstellt, dass ID3-Metadaten nicht als Audio interpretiert werden. Dies fehlt bei APE, was im ungünstigsten Fall zu kurzem Knacken oder Rauschen am Ende des Stückes führt.

## Merkmale
APEv2-Tags bestehen aus unstrukturierten Paaren von Feldnamen und Werten. Damit sind sie enger mit den Vorbis comments verwandt als mit ID3. Anders als bei Vorbis comment werden für mehrere gleichartige Werte nicht jeweils ein Feldbezeichner benutzt, sondern es werden dann mehrere Werte einem Feldnamen zugeordnet. Das bedingt jedoch, dass mehrere gleichnamige Werte nicht frei verteilt werden können, sondern immer direkt hintereinandergeordnet werden.
APEv2-Werte können gekennzeichnet werden als „text“, „binary“, oder „external“. Es existiert also auch keine Beschränkung hinsichtlich der Art der Metadaten wie etwa bei Vorbis comment, es können neben Textinformationen auch Binärdaten wie Bilder oder ähnliches eingebunden werden. Auch kann ein Programm anhand der Kennzeichnung Metadaten, mit denen es nichts anfangen kann, von der Verarbeitung ausschließen.
APEv2 unterstützt Unicode in UTF-8-Codierung für die Werte der Datenfelder, die Feldnamen sind beschränkt auf einen Teil des ASCII-Zeichensatzes (Steuerzeichen des Bereiches 0x00 bis 0x1f sind nicht erlaubt).